# Загрядский, Вячеслав Алексеевич
Вячеслав Алексеевич Загрядский (род. 7 декабря 1949, с. Соловьёво, Становлянский район, Липецкая область, РСФСР, СССР) — экономист, государственный, политический и общественный деятель Приднестровской Молдавской Республики. Председатель Приднестровского республиканского банка с 22 декабря 1992 по 4 сентября 1995. Организатор банковской системы Приднестровской Молдавской Республики, автор первого государственного бюджета Приднестровской Молдавской Республики. Кандидат экономических наук (1987).

## Биография
Родился 7 декабря 1949 в селе Соловьёво Становлянского района Липецкой области РСФСР. По национальности — украинец. 

### Образование
В 1975 окончил Воронежский лесотехнический институт. 
В 1987 заочно окончил аспирантуру московского НИИ труда. 
В 1987 защитил диссертацию по теме «Методы стимулирования труда рабочих в условиях развития внутрипроизводственного хозяйственного расчёта: на примере предприятий Минмебельдревпрома Молдавской ССР» на соискание учёной степени кандидата экономических наук. Свободно владеет украинским языком.

### Трудовая деятельность
В 1967 начал трудовую деятельность слесарем-инструментальщиком на заводе «Эльта» в городе Елец Липецкой области. 
С 1967 по 1970 проходил срочную службу в рядах Советской армии. 
С 1975 по 1990 — работал на Ельной фабрике № 5 в городе Тирасполь, пройдя должности сменного мастера, старшего мастера, начальника цеха, заместителя директора. 
С 1990 по 1991 — исполнительный директор «Союза кооперативов» в городе Тирасполь.

### Деятельность в 1989—1990 годах
С 11 августа 1989 — сопредседатель Объединённого Совета трудовых коллективов (ОСТК) города Тирасполь. В ходе противостояния унионизму, направленному на объединение с Румынией, 11 августа 1989 в Тирасполе был создан ОСТК. ОСТК выступил против законопроектов Верховного Совета Молдавской ССР, которые, по утверждению создателей и лидеров ОСТК, могли привести к дискриминации по национальному признаку при осуществлении права на труд.
ОСТК начал проведение забастовок на предприятиях левобережной Молдавии . Несмотря на забастовки, 31 августа 1989 Верховный Совет Молдавской ССР придал молдавскому языку статус государственного, что привело к новым забастовкам.
В 1989—1990 Загрядский стал одним из организаторов проведения приднестровских референдумов, а также выборов в Верховный совет Приднестровской Молдавской Республики, избирается депутатом Тираспольского городского совета ССР Молдова.
26—27 октября 1990 был в составе одной тысячи бойцов рабочей дружины под командованием Владимира Рылякова из Приднестровья, приехавшим на помощь гагаузским сепаратистам на тридцати трёх автобусах.
Одновременно, с 3 сентября по 29 ноября 1990 Загрядский занимался общественной работой по созданию Приднестровской Молдавской Республики, являясь секретарём-переводчиком при работе с документацией на украинском языке Президиума Временного Верховного Совета Приднестровской Молдавской Советской Социалистической Республики.

### Деятельность в 1991—1995 годах
20 января 1991 Загрядский был основным докладчиком на III съезде депутатов всех уровней Приднестровья. Главная мысль его доклада была в том, что созданная Приднестровская Молдавская ССР должна иметь свои структуры управления (исполнительную власть).
С 26 марта 1991 по январь 1993 — первый заместитель Председателя Верховного Совета Приднестровской Молдавской Республики с правом самостоятельной подписи постановлений Верховного Совета.
30 апреля 1991 Загрядский был арестован спецслужбами ССР Молдова и вывезен в Кишинёв. Вечером, после допроса в МВД ССРМ, был освобождён после угроз с приднестровской стороны начать железнодорожную блокаду Молдавии.
27 августа 1991 был членом делегации главы Приднестровской Молдавской Республики Игоря Смирнова в город Киев, пытавшейся уговорить органы власти Украины (ставшей суверенным государством и объявившей о предстоящем в октябре проведении референдума о независимости) признать Приднестровскую Молдавскую ССР. Но, вместо признания, Игорь Смирнов и часть делегации были арестованы спецслужбами ССР Молдова во взаимодействии со спецслужбами Украины на входе в здание Верховной Рады (Верховного Совета) Украины. Сбежавшему от увиденного Загрядскому удалось избежать ареста.
1 апреля 1991 под руководством Загрядского был преобразован тираспольский филиал Агропромбанка СССР в приднестровский КБ «Агропромбанк». 
22 декабря 1992 Загрядский создал и возглавил Приднестровский республиканский банк (ПРБ — центробанк ПМР, в состав которого в 1995 вошёл расчётно-кассовый центр ПМР), председателем которого был до 4 сентября 1995.

### Деятельность после 1995 года
В 1996 был переведён на должность заместителя председателя Государственного комитета по внешнеэкономическим связям и торговле Приднестровской Молдавской Республики (председателем был Владимир Рыляков). 
С 1996 по 2000 противники независимости ПМР дважды обстреляли автомашину Загрядского. После второго покушения он получил легкое пулевое ранение в ногу, в отличие от оказавшегося в аналогичной ситуации в тех же годах Александра Сайдакова.
В 2000 Загрядский стал начальником Государственной Службы по вопросам инвестиционной, ценовой и торговой политики министерства экономики Приднестровской Молдавской Республики, одновременно был заместителем председателя приватизационной комиссии ПМР в ходе приднестровской приватизации 2000-х годов.
В 2007-2011 годах был председателем Комиссии по проверке соблюдения условий Договоров купли-продажи государственного пакета акций частными инвесторами.
С 2012 — на пенсии.

## Награды
- Нагрудный знак «За оборону Приднестровья» (10 августа 1994) — в ознаменование пятилетнего юбилея создания Объединённого Совета трудовых коллективов[25]
- Орден Республики (30 августа 1995, кавалер № 1) — за большой личный вклад в создание, организацию и развитие Приднестровской Молдавской Республики и в связи с 5-й годовщиной её образования[2][26]
- Медаль «За трудовую доблесть» (19 декабря 1997) — за активный творческий вклад в дело образования и становления банковской системы Республики, а также в честь 5-летия со дня образования Приднестровского республиканского банка[27]
- Орден Почёта (3 августа 1999) — за большой личный вклад в создание, защиту и становление Приднестровской Молдавской Республики, активное участие в борьбе против национализма, за равноправие всех народов в бывшей Молдавской Советской Социалистической Республике и в связи с 10-летием со дня создания Объединённого Совета трудовых коллективов города Тирасполь[28]
- Медаль «Защитнику Приднестровья» (6 декабря 1999) —за личный вклад в защиту, становление и развитие Приднестровской Молдавской Республики и в связи с 50-летием со дня рождения[29]
- Медаль «10 лет Приднестровской Молдавской Республике» (17 августа 2000) — за активное участие в становлении, защите строительстве Приднестровской Молдавской Республики и в связи с 10-й годовщиной со дня образования[30]
- Медаль «За безупречную службу» III степени (14 августа 2001) — за многолетний, добросовестный труд[31]
- Орден «За личное мужество» (2 декабря 2002) — за мужество, проявленное при становлении и развитии банковской системы Приднестровской Молдавской Республики, и в связи с 10-летием со дня образования Приднестровского Республиканского банка[32]
- Медаль «75 лет Победы в Великой Отечественной войне 1941—1945 гг.» (2 июня 2020) — за активную общественную деятельность, участие в военно-патриотическом воспитании подрастающего поколения и в связи с 75-й годовщиной Победы советского народа в Великой Отечественной войне 1941—1945 гг.[33]
- Медали СССР, ПМР и Гагаузии[11]